# Sanjō Saneshige
Sanjō Saneshige (三条実親, [[[1195]] - 1263] Erro: {{japonês}}: texto da transliteração contém caractere não latino (pos 19) (ajuda)), filho de Sanjō Sanechika foi membro da Corte no  período Kamakura da história do Japão. Sexto líder do Ramo Sanjō do Clã Fujiwara. 

## Carreira
Participou dos reinados do Imperador Go-Horikawa (1221 a 1232), do Imperador Shijo (1232 a 1242), do Imperador Go-Saga (1242 a 1246), do Imperador Go-Fukakusa (1246 a 1260), do Imperador Kameyama (1260 a 1274), do Imperador Go-Uda (1274 a 1287) e do Imperador Fushimi (1287 a 1298).
Em 1230  entrou para o Kurōdodokoro. 
Em 1238 tornou-se Shimousa Gonmori (vice-governador da Província de Shimousa). 
No final de 1239 foi nomeado Chūnagon e  em 1260 é promovido a Dainagon. Em 1261 foi promovido a Naidaijin.
| Precedido por Sanjō Sanechika | -- 6º Líder dos Sanjō Fujiwara | Sucedido por Sanjō Sanetada       |
| Precedido por Konoe Motohira  | 76º Naidaijin (1261 - 1262)    | Sucedido por Takatsukasa Mototada |